# Memecylon cordifolium
Memecylon cordifolium är en tvåhjärtbladig växtart som beskrevs av Elmer Drew Merrill. Memecylon cordifolium ingår i släktet Memecylon och familjen Melastomataceae. Inga underarter finns listade i Catalogue of Life.